# Spielvereinigung Unterhaching 1999-2000
Questa voce raccoglie le informazioni riguardanti il Spielvereinigung Unterhaching nelle competizioni ufficiali della stagione 1999-2000.

## Stagione
Nella stagione 1999-2000 l'Unterhaching, allenato da Lorenz-Günther Köstner, concluse il campionato di Bundesliga al 10º posto. In Coppa di Germania l'Unterhaching fu eliminato al secondo turno dal Babelsberg.

## Rosa
| N. |                     | Ruolo | Calciatore          |
| -- | ------------------- | ----- | ------------------- |
| 1  | Germania (bandiera) | P     | Jürgen Wittmann     |
| 2  | Germania (bandiera) | D     | Alexander Strehmel  |
| 3  | Germania (bandiera) | C     | Oliver Straube      |
| 4  | Germania (bandiera) | D     | Ralf Bucher         |
| 5  | Germania (bandiera) | C     | Matthias Zimmermann |
| 6  | Germania (bandiera) | D     | Jörg Bergen         |
| 7  | Germania (bandiera) | C     | Dirk Hofmann        |
| 8  | Germania (bandiera) | C     | Peter Zeiler        |
| 9  | Albania (bandiera)  | A     | Altin Rraklli       |
| 10 | Germania (bandiera) | C     | Markus Oberleitner  |
| 11 | Germania (bandiera) | C     | Jochen Seitz        |
| 12 | Germania (bandiera) | C     | Danny Schwarz       |
| 13 | Germania (bandiera) | A     | Mark Zimmermann     |
| 14 | Spagna (bandiera)   | A     | Alfonso García      |
| 15 | Germania (bandiera) | D     | Arne Tammen         |

| N. |                     | Ruolo | Calciatore          |
| -- | ------------------- | ----- | ------------------- |
| 16 | Germania (bandiera) | C     | Andreas Hartig      |
| 17 | Germania (bandiera) | D     | Jan Seifert         |
| 18 | Germania (bandiera) | C     | Ludwig Kögl         |
| 19 | Germania (bandiera) | C     | Marco Haber         |
| 20 | Germania (bandiera) | D     | Dennis Grassow      |
| 21 | Germania (bandiera) | D     | Björn Hertl         |
| 22 | Germania (bandiera) | P     | Udo Mai             |
| 23 | Germania (bandiera) | D     | Ulrich Pflug        |
| 24 | Croazia (bandiera)  | D     | Ivica Vladimir      |
| 25 | Germania (bandiera) | D     | Stefan Frühbeis     |
| 26 | Germania (bandiera) | A     | André Breitenreiter |
| 27 | Germania (bandiera) | P     | Peter Sirch         |
| 28 | Germania (bandiera) | P     | Gerhard Tremmel     |
| 32 | Germania (bandiera) | C     | Alberto Méndez      |
| 38 | Germania (bandiera) | D     | Tobias Iseli        |

## Organigramma societario
Area tecnica
- Allenatore: Lorenz-Günther Köstner
- Allenatore in seconda: Harry Deutinger
- Preparatore dei portieri:
- Preparatori atletici:

## Calciomercato

### Sessione estiva
| Acquisti | Acquisti       | Acquisti   | Acquisti |
| R.       | Nome           | da         | Modalità |
| -------- | -------------- | ---------- | -------- |
| D        | Dennis Grassow | Colonia    |          |
| C        | Marco Haber    | Las Palmas |          |
| C        | Ludwig Kögl    | Lucerna    |          |
| C        | Alberto Méndez | AEK Atene  |          |
| C        | Danny Schwarz  | Karlsruhe  |          |
| C        | Oliver Straube | Amburgo    |          |

| Cessioni | Cessioni           | Cessioni          | Cessioni |
| R.       | Nome               | a                 | Modalità |
| -------- | ------------------ | ----------------- | -------- |
| A        | Abdelaziz Ahanfouf | Hansa Rostock     |          |
| D        | Carsten Keuler     | Kickers Stoccarda |          |
| C        | Sascha Lense       | Dinamo Dresda     |          |
| C        | Matthias Lust      | Bochum            |          |
| C        | Michael Spies      | Lubecca           |          |

### Sessione invernale
| Acquisti | Acquisti            | Acquisti     | Acquisti |
| R.       | Nome                | da           | Modalità |
| -------- | ------------------- | ------------ | -------- |
| D        | Tobias Iseli        | Stoccarda II |          |
| A        | André Breitenreiter | Wolfsburg    |          |

| Cessioni | Cessioni | Cessioni | Cessioni |
| R.       | Nome     | a        | Modalità |
| -------- | -------- | -------- | -------- |

## Risultati

### Bundesliga

#### Girone di andata
| Arbitro: | Kemmling |

|                                             |           |  |
| Guié-Mien 38’ Fjørtoft 47’ (rig.) Salou 88’ | Marcatori |  |

| Arbitro: | Zerr |

|                                |           |  |
| Rraklli 68’ (rig.) Straube 80’ | Marcatori |  |

| Arbitro: | Aust |

|          |           |  |
| Cruz 40’ | Marcatori |  |

| Arbitro: | Krug |

|                      |           |  |
| Rraklli 27’ Kögl 62’ | Marcatori |  |

| Arbitro: | Meyer |

|          |           |  |
| Sand 77’ | Marcatori |  |

| Arbitro: | Jansen |

|            |           |            |
| García 46’ | Marcatori | 24’ Helmer |

| Arbitro: | Wagner |

|                                        |           |                |
| Sforza 21’ Koch 60’ Djorkaeff 66’, 82’ | Marcatori | 15’, 68’ Seitz |

| Arbitro: | Berg |

|             |           |               |
| Straube 50’ | Marcatori | 71’ Akpoborie |

| Arbitro: | Dardenne |

|          |           |  |
| Otto 35’ | Marcatori |  |

| Arbitro: | Fandel |

|                    |           |  |
| Rraklli 79’ (rig.) | Marcatori |  |

| Arbitro: | Wagner |

|                            |           |             |
| Prosenik 18’ Tapalović 84’ | Marcatori | 62’ Schwarz |

| Arbitro: | Meyer |

|              |           |                 |
| Baumgart 19’ | Marcatori | 70’ Oberleitner |

| Arbitro: | Kemmling |

|                    |           |  |
| Rraklli 40’ (rig.) | Marcatori |  |

| Arbitro: | Merk |

|                                       |           |  |
| Strehmel 18’ Breitenreiter 84’ (rig.) | Marcatori |  |

| Arbitro: | Weiner |

|                         |           |                               |
| Maksimov 27’ Ailton 35’ | Marcatori | 75’ Straube 88’ Breitenreiter |

| Arbitro: | Steinborn |

|           |           |                |
| Seitz 68’ | Marcatori | 24’ Mahdavikia |

| Arbitro: | Strampe |

|                  |           |                |
| Brdarić 69’, 71’ | Marcatori | 61’ Zimmermann |

#### Girone di ritorno
| Arbitro: | Aust |

|                    |           |  |
| Rraklli 62’ (rig.) | Marcatori |  |

| Arbitro: | Berg |

|                     |           |  |
| Hajto 14’ Reiss 20’ | Marcatori |  |

| Arbitro: | Kemmling |

|  |           |                       |
|  | Marcatori | 82’ Sérgio 90’ Scholl |

| Arbitro: | Wagner |

|  |           |                            |
|  | Marcatori | 67’ Rraklli 86’ Zimmermann |

| Arbitro: | Zerr |

|                                               |           |             |
| Breitenreiter 67’ Grassow 69’ Oberleitner 81’ | Marcatori | 24’ Wilmots |

| Arbitro: | Koop |

|                  |           |           |
| Veit 79’ Roy 80’ | Marcatori | 15’ Haber |

| Arbitro: | Strampe |

|                   |           |                   |
| Breitenreiter 85’ | Marcatori | 10’ Koch 16’ Buck |

| Arbitro: | Heynemann |

|                            |           |                          |
| Feldhoff 40’ Akpoborie 88’ | Marcatori | 54’ Zimmermann 56’ Haber |

| Arbitro: | Jansen |

|                    |           |  |
| Stadler 84’ (aut.) | Marcatori |  |

| Arbitro: | Fandel |

|                                                         |           |                                  |
| Sellimi 5’ (rig.) K'obiashvili 50’ Baya 61’ Ramdane 77’ | Marcatori | 42’, 71’ Breitenreiter 65’ Seitz |

| Arbitro: | Keßler |

|             |           |              |
| Seifert 47’ | Marcatori | 90’ Agostino |

| Arbitro: | Steinborn |

|            |           |                                   |
| Ricken 27’ | Marcatori | 7’ Seitz 49’ Strehmel 58’ Schwarz |

| Arbitro: | Fröhlich |

|             |           |             |
| Seifert 78’ | Marcatori | 90’ Kovacec |

| Arbitro: | Berg |

|                   |           |  |
| Weissenberger 65’ | Marcatori |  |

| Arbitro: | Koop |

|                   |           |  |
| Breitenreiter 75’ | Marcatori |  |

| Arbitro: | Wezel |

|                                |           |  |
| Groth 42’ Uysal 51’ Präger 89’ | Marcatori |  |

| Arbitro: | Fandel |

|                                    |           |  |
| Ballack 20’ (aut.) Oberleitner 72’ | Marcatori |  |

### Coppa di Germania
| Arbitro: | Frank |

|         |           |  |
| Lau 90’ | Marcatori |  |

## Statistiche

### Statistiche di squadra
| Competizione      | Punti | In casa | In casa | In casa | In casa | In casa | In casa | In trasferta | In trasferta | In trasferta | In trasferta | In trasferta | In trasferta | Totale | Totale | Totale | Totale | Totale | Totale | DR |
| Competizione      | Punti | G       | V       | N       | P       | Gf      | Gs      | G            | V            | N            | P            | Gf           | Gs           | G      | V      | N      | P      | Gf     | Gs     | DR |
| ----------------- | ----- | ------- | ------- | ------- | ------- | ------- | ------- | ------------ | ------------ | ------------ | ------------ | ------------ | ------------ | ------ | ------ | ------ | ------ | ------ | ------ | -- |
| Bundesliga        | 44    | 17      | 10      | 5       | 2       | 22      | 10      | 17           | 2            | 3            | 12           | 18           | 32           | 34     | 12     | 8      | 14     | 40     | 42     | -2 |
| Coppa di Germania | -     | 0       | 0       | 0       | 0       | 0       | 0       | 1            | 0            | 0            | 1            | 0            | 1            | 1      | 0      | 0      | 1      | 0      | 1      | -1 |
| Totale            | 44    | 17      | 10      | 5       | 2       | 22      | 10      | 18           | 2            | 3            | 13           | 18           | 33           | 35     | 12     | 8      | 15     | 40     | 43     | -3 |

### Andamento in campionato
| Giornata  | 1  | 2  | 3  | 4 | 5  | 6  | 7  | 8  | 9  | 10 | 11 | 12 | 13 | 14 | 15 | 16 | 17 | 18 | 19 | 20 | 21 | 22 | 23 | 24 | 25 | 26 | 27 | 28 | 29 | 30 | 31 | 32 | 33 | 34 |
| --------- | -- | -- | -- | - | -- | -- | -- | -- | -- | -- | -- | -- | -- | -- | -- | -- | -- | -- | -- | -- | -- | -- | -- | -- | -- | -- | -- | -- | -- | -- | -- | -- | -- | -- |
| Luogo     | T  | C  | T  | C | T  | C  | T  | C  | T  | C  | T  | T  | C  | C  | T  | C  | T  | C  | T  | C  | T  | C  | T  | C  | T  | C  | T  | C  | T  | C  | T  | C  | T  | C  |
| Risultato | P  | V  | P  | V | P  | N  | P  | N  | P  | V  | P  | N  | V  | V  | N  | N  | P  | V  | P  | P  | V  | V  | P  | P  | N  | V  | P  | N  | V  | N  | P  | V  | P  | V  |
| Posizione | 18 | 11 | 12 | 8 | 11 | 11 | 14 | 15 | 15 | 13 | 14 | 13 | 13 | 10 | 12 | 11 | 13 | 13 | 13 | 14 | 12 | 11 | 12 | 13 | 12 | 11 | 11 | 11 | 10 | 10 | 10 | 10 | 10 | 10 |

Legenda:

Luogo: C = Casa; T = Trasferta. Risultato: V = Vittoria; N = Pareggio; P = Sconfitta.

### Statistiche dei giocatori
| Giocatore        | Bundesliga | Bundesliga | Bundesliga  | Bundesliga | Coppa di Germania | Coppa di Germania | Coppa di Germania | Coppa di Germania | Totale   | Totale | Totale      | Totale     |
| Giocatore        | Presenze   | Reti       | Ammonizioni | Espulsioni | Presenze          | Reti              | Ammonizioni       | Espulsioni        | Presenze | Reti   | Ammonizioni | Espulsioni |
| ---------------- | ---------- | ---------- | ----------- | ---------- | ----------------- | ----------------- | ----------------- | ----------------- | -------- | ------ | ----------- | ---------- |
| J. Bergen        | 19         | 0          | 3           | 0          | 1                 | 0                 | 0                 | 0                 | 20       | 0      | 3           | 0          |
| A. Breitenreiter | 19         | 7          | 1           | 0          | 0                 | 0                 | 0                 | 0                 | 19       | 7      | 1           | 0          |
| R. Bucher        | 21         | 0          | 2           | 0          | 0                 | 0                 | 0                 | 0                 | 21       | 0      | 2           | 0          |
| S. Frühbeis      | 0          | 0          | 0           | 0          | 0                 | 0                 | 0                 | 0                 | 0        | 0      | 0           | 0          |
| A. García        | 15         | 1          | 0           | 0          | 1                 | 0                 | 0                 | 0                 | 16       | 1      | 0           | 0          |
| D. Grassow       | 26         | 1          | 5           | 1          | 0                 | 0                 | 0                 | 0                 | 26       | 1      | 5           | 1          |
| M. Haber         | 28         | 2          | 4           | 0          | 0                 | 0                 | 0                 | 0                 | 28       | 2      | 4           | 0          |
| A. Hartig        | 0          | 0          | 0           | 0          | 0                 | 0                 | 0                 | 0                 | 0        | 0      | 0           | 0          |
| B. Hertl         | 18         | 0          | 0           | 0          | 0                 | 0                 | 0                 | 0                 | 18       | 0      | 0           | 0          |
| D. Hofmann       | 0          | 0          | 0           | 0          | 1                 | 0                 | 1                 | 0                 | 1        | 0      | 1           | 0          |
| T. Iseli         | 0          | 0          | 0           | 0          | 0                 | 0                 | 0                 | 0                 | 0        | 0      | 0           | 0          |
| L. Kögl          | 16         | 1          | 0           | 1          | 1                 | 0                 | 0                 | 0                 | 17       | 1      | 0           | 1          |
| U. Mai           | 0          | 0          | 0           | 0          | 0                 | 0                 | 0                 | 0                 | 0        | 0      | 0           | 0          |
| A. Méndez        | 6          | 0          | 0           | 0          | 0                 | 0                 | 0                 | 0                 | 6        | 0      | 0           | 0          |
| M. Oberleitner   | 33         | 3          | 4           | 0          | 1                 | 0                 | 0                 | 0                 | 34       | 3      | 4           | 0          |
| U. Pflug         | 0          | 0          | 0           | 0          | 0                 | 0                 | 0                 | 0                 | 0        | 0      | 0           | 0          |
| A. Rraklli       | 32         | 6          | 2           | 0          | 1                 | 0                 | 0                 | 0                 | 33       | 6      | 2           | 0          |
| D. Schwarz       | 34         | 2          | 4           | 0          | 1                 | 0                 | 1                 | 0                 | 35       | 2      | 5           | 0          |
| J. Seifert       | 31         | 2          | 2           | 0          | 1                 | 0                 | 0                 | 0                 | 32       | 2      | 2           | 0          |
| J. Seitz         | 34         | 5          | 5           | 0          | 1                 | 0                 | 0                 | 0                 | 35       | 5      | 5           | 0          |
| P. Sirch         | 0          | 0          | 0           | 0          | 0                 | 0                 | 0                 | 0                 | 0        | 0      | 0           | 0          |
| O. Straube       | 30         | 3          | 5           | 1          | 0                 | 0                 | 0                 | 0                 | 30       | 3      | 5           | 1          |
| A. Strehmel      | 25         | 2          | 5           | 1          | 1                 | 0                 | 1                 | 0                 | 26       | 2      | 6           | 1          |
| A. Tammen        | 1          | 0          | 0           | 0          | 0                 | 0                 | 0                 | 0                 | 1        | 0      | 0           | 0          |
| G. Tremmel       | 7          | 0          | 0           | 0          | 0                 | 0                 | 0                 | 0                 | 7        | 0      | 0           | 0          |
| I. Vladimir      | 0          | 0          | 0           | 0          | 0                 | 0                 | 0                 | 0                 | 0        | 0      | 0           | 0          |
| J. Wittmann      | 27         | 0          | 0           | 0          | 1                 | 0                 | 0                 | 0                 | 28       | 0      | 0           | 0          |
| P. Zeiler        | 5          | 0          | 0           | 0          | 0                 | 0                 | 0                 | 0                 | 5        | 0      | 0           | 0          |
| M. Zimmermann    | 9          | 0          | 0           | 0          | 1                 | 0                 | 0                 | 0                 | 10       | 0      | 0           | 0          |
| M. Zimmermann    | 34         | 3          | 3           | 0          | 1                 | 0                 | 0                 | 0                 | 35       | 3      | 3           | 0          |